# Naoya Umeda
Naoya Umeda (japanisch 梅田 直哉 Umeda Naoya; * 27. April 1978 in der Präfektur Hiroshima) ist ein ehemaliger japanischer Fußballspieler.

## Karriere
Umeda erlernte das Fußballspielen in der Schulmannschaft der Hiroshima Minami High School und der Universitätsmannschaft der Meiji-Universität. Seinen ersten Vertrag unterschrieb er 2001 bei den Sanfrecce Hiroshima. Der Verein spielte in der höchsten Liga des Landes, der J1 League. Am Ende der Saison 2002 stieg der Verein in die J2 League ab. Für den Verein absolvierte er 39 Ligaspiele. 2004 wechselte er zum Erstligisten Urawa Reds. Im September 2004 wurde er an den Zweitligisten Montedio Yamagata ausgeliehen. Für den Verein absolvierte er 12 Ligaspiele. 2005 kehrte er zu Urawa Reds zurück. Im Juni 2006 wechselte er zum Zweitligisten Shonan Bellmare. Für den Verein absolvierte er 43 Ligaspiele. 2009 wechselte er zum Drittligisten Gainare Tottori. 2010 wurde er mit dem Verein Meister der Japan Football League und stieg in die J2 League auf. Für den Verein absolvierte er 41 Ligaspiele. 2012 wechselte er zum Ligakonkurrenten FC Gifu. Für den Verein absolvierte er 10 Ligaspiele. Ende 2012 beendete er seine Karriere als Fußballspieler.

## Erfolge
Urawa Reds
- J1 League

Vizemeister: 2004, 2005
- J.League Cup

Finalist: 2004
- Kaiserpokal

Sieger: 2005